# Runddysse
En runddysse er, som navnet antyder, en rund dysse eller en gravhøj fra yngre stenalder (bondestenalder), der er omgivet af randsten. Runddysser indeholder hovedsageligt kun ét gravkammer, hvorimod langdysser godt kan indeholde flere.